# Cecilia Brusasorzi
Cecilia Riccio (o Ricci), detta Brusasorzi (o Brusazorzi o Brusasorci) (Verona, 1549 – Verona, 1593) è stata una pittrice italiana.

## Biografia
Appartenente alla famiglia Brusasorzi, figlia di Domenico e Toscana, Cecilia fu, come i fratelli Felice e Giambattista, allieva e collaboratrice del padre.
Le poche notizie biografiche su di lei derivano dal suo testamento (datato 2 aprile 1593): rimasta vedova di un tal Giovanni da Arcole, era in quegli anni tornata con i figli Girolamo e Drusilla dal fratello Felice, anch'egli impiegato nella bottega di famiglia.

## Produzione artistica e giudizi critici
La Brusasorzi lavorò nella bottega di famiglia, dove si specializzò nel genere del ritratto, eseguendo lavori definiti «di bella gratia e di dolce maniera», tali da meritarne la definizione di "emula della natura nel dare il fiato della vita a quelle carte e quelle tele che colora".
La critica più moderna ne rileva invece una grande facilità pittorica, ma qualità artistiche comunque non all'altezza della sua fama.
Nessuna opera le è stata attribuita con certezza. Secondo il Dal Pozzo, Cecilia avrebbe realizzato un ritratto su rame per un gentiluomo di casa Calderari di Vicenza, il quale, da appassionato poeta, le avrebbe dedicato un sonetto all'epoca visibile sul retro dell'opera. Le è inoltre attribuito un dipinto raffigurante alcune sante conservato presso la Galleria comunale di Verona.
Fu attiva anche come miniaturista.